# Tiberius Cavallo
Tiberius Cavallo (30 de marzo de 1749, Nápoles - 21 de diciembre de 1809, Londres), físico italiano, nacido en Nápoles.
Fue el inventor del micrómetro que lleva su nombre, un electrómetro, un director para dirigir el fluido eléctrico. Tiberius Cavallo fue miembro de la Royal Society el 9 de diciembre de 1779.
Publicaciones en francés:
- Un Traité complet d'électricité (traducido al francés por Augustin-François de Silvestre, París, 1785)
- Essai sur la théorie et la pratique de l'électricité médicale, 1780
- Traité sur la nature et les propriétés de l'air, 1781
- Traité sur le magnétisme, 1787

Publicaciones en inglés:
- A Complete Treatise on Electricity (1777)
- Treatise on the Nature and Properties of Air and other permanently Elastic Fluids (1781)
- History and Practice of Aerostation (1785)
- Treatise on Magnetism (1787)
- Elements of Natural and Experimental Philosophy (1803)
- Theory and Practice of Medical Electricity (1780)
- Medical Properties of Factitious Air (1798).